# Сова Олександр Георгійович
Олександр Георгійович Сова (нар. 29 травня 1972, м. Мена, Чернігівська область) — український приватний підприємець, політик. Народний депутат України 9-го скликання.

## Життєпис
Освіта загальна середня. Навчався на інженерно-фізичному факультеті Національного технічного університету України «Київський політехнічний інститут імені Ігоря Сікорського».
Сова є співзасновником і директором ТОВ «Сова-Консалтинг» та ФОП «Сова Олександр Георгійович» (спеціалізуються на діяльності агентств працевлаштування та на гуртовій торгівлі).
Кандидат у народні депутати від партії «Слуга народу» на парламентських виборах 2019 року, № 70 у списку. На час виборів: фізична особа-підприємець, безпартійний. Проживає в м. Києві.
Член Комітету Верховної Ради з питань фінансів, податкової та митної політики, голова підкомітету з питань митної справи.

## Статки
За 2019 рік задекларував готівки на 100,26 мільйонів гривень